# اینتر-ارکستر تهران
اینتر-ارکستر تهران گروه موسیقی متشکل از ۸۰ نوازنده و یک گروه کر، توسط نادر مشایخی، رهبر دایم و مدیر هنری،  و وحید افتخار حسینی، دستیار رهبر و مدیر ارکستر (سابق) در ۱۳۹۵ خورشیدی تأسیس شده‌است. و رهبری کر آن نیز بر عهده هامون هاشمی قرار گرفته‌است. 
در اینتر-ارکستر تهران سازهای ایرانی و غربی در کنار یکدیگر نواخته می‌شوند و رپرتوار آن شامل کارهای کلاسیک و معاصر است. این ارکستر به صورت خصوصی و مستقل اداره می‌شود.

## تاریخچهٔ شکل‌گیری
به‌گفتهٔ نادر مشایخی، ایدهٔ اجرایی اینتر-ارکستر تهران برپایهٔ عادت‌های شنیداری گوناگون است و هدف آن نه تلفیق سازها، بلکه همجواری فرهنگ‌های موسیقایی گوناگون است؛ همانگونه که فرهنگ ایرانی نیز با تنوع سلیقه‌های گوناگون شکل گرفته‌است. او می‌گوید که در این ارکستر تلاش می‌شود تا تفسیری معاصر از موسیقی‌های دوره‌ها و جغرافیاهای مختلف ارائه گردد.
نخستین کنسرت اینتر-ارکستر تهران سه ماه پس از شکل‌گیری آن، در ۲۳ اسفند ۱۳۹۵ در تالار آسمان فرهنگستان هنر برگزار گردید و با استقبال خوب مخاطبان موسیقی کلاسیک روبرو شد. در این کنسرت کارهایی از آروو پرت، ژان باتیست لولی، یوهان سباستین باخ، و همچنین دو قطعهٔ «بریکولاژ» ساختهٔ مشایخی و با همراهی نوازندهٔ اتریشی کلارینت و ساکسیفون، رنالد دپه اجرا شد. در این کنسرت مشایخی پیش از اجرای هر قطعهٔ دربارهٔ آن قطعه و آهنگسازش توضیحاتی را ارائه می‌کرد.
به‌گفتهٔ مشایخی، اینتر-ارکستر تهران به صورت خصوصی و بدون دریافت کمک‌های دولتی شکل گرفته‌است. 

## فعالیت‌ها
اینتر-ارکستر تهران در مرداد ۱۳۹۶ کنسرتی را در فرهنگسرای ارسباران به نام «رویداد شنیداری ۲» به روی صحنه برد. در این کنسرت آثاری از یوهان سباستیان باخ، ژان باتیست لولی، کلاودیو مونته وردی، ساموئل باربر، آروو پرت و کارهایی از نادر مشایخی و وحید افتخار حسینی اجرا شد.
در ۲ شهریور ۱۳۹۶ اینتر-ارکستر تهران کنسرتی را با نام «عشق و دیگر هیچ» با همکاری دفتر موسیقی وزارت ارشاد در تالار رودکی به روی صحنه برد. در این کنسرت قطعه‌های آوازی از موسیقی مذهبی باخ و قطعه‌هایی از مشایخی در قالب بریکولاژ اجرا شدند.
اینتر-ارکستر تهران در شهریور ۱۳۹۶ کنسرتی را در تالار وحدت در حمایت از بیماران مبتلا به ام‌اس در ایران برگزار کرد. در طول اجرای این کنسرت علاوه بر اعضای ارکستر، حضار نیز از شال‌های نارنجی که نماد بیماری ام‌اس است استفاده کردند. از میهمانان ویژهٔ این کنسرت می‌توان به
علی مرادخانی معاون امور هنری وزارت ارشاد، مرتضی کاظمی مشاور وزیر ارشاد، سید محمد بهشتی رئیس پژوهشگاه میراث فرهنگی سازمان میراث فرهنگی، صادق خرازی، محمدرضا خاتمی نعیمه اشراقی، و همچنین هنرمندانی مانند حسام‌الدین سراج، علیرضا سمیع‌آذر، محمدرضا شریفی‌نیا، و کیهان ملکی اشاره کرد.